# Amt Unterspreewald (1992–2012)
Het Amt Unterspreewald was een samenwerkingsverband van 6 gemeenten en lag in de Landkreis Dahme-Spreewald in de Duitse deelstaat Brandenburg. Het amt werd in 1992 opgericht en zetelde in de gemeente Schönwald. Op 1 januari 2013 fuseerde het met het Amt Golßener Land tot het nieuwe Amt Unterspreewald met zetel in Golßen.

## Gemeenten
Het Amt bestond uit de volgende gemeenten:
- Bersteland met de Ortsteilen Freiwalde, Niewitz en Reichwalde
- Krausnick-Groß Wasserburg met de Ortsteilen Krausnick en Groß Wasserburg
- Rietzneuendorf-Staakow met de Ortsteilen Friedrichshof, Rietzneuendorf en Staakow
- Schlepzig – Zloupisti
- Schönwald met de Ortsteilen Schönwalde en Waldow/Brand
- Unterspreewald met de Ortsteilen Leibsch, Neuendorf a. See en Neu Lübbenau